# Retrat de Père Tanguy
El Retrat de Père Tanguy, pintat per Vincent van Gogh el 1887, és una de les seues tres pintures sobre Julien Tanguy. Els tres treballs demostren una progressió en l'estil artístic de Van Gogh d'ençà de la seua arribada a París. El primer n'és ombrívol, i té una forma de composició senzilla. El segon introdueix les impressions japoneses de Van Gogh. El darrer i més avançat en estil, l'habilitat i el color integra influència japonesa, impressionista, i d'altres de la comunitat artística parisenca. Aquesta pintura transmet un sentiment de serenitat que Van Gogh busca per a ell. Aquesta última pintura de Tanguy es troba al Museu Rodin, París.

## Van Gogh a París
El 1886, Van Gogh va deixar els Països Baixos per sempre. Es trasllada a París per viure amb el seu germà Theo, un comerciant d'art. Vincent s'introduí a París com un home tímid i ombrívol. Tot i que la seua personalitat mai canviaria, va emergir artísticament com el que un crític descrigué com un "ocell cantant". Malgrat que Van Gogh estava influït pels grans mestres dels Països Baixos, anar a París significava prendre contacte amb impressionistes, simbolistes, puntillistes i l'art japonés. El seu cercle d'amics incloïa Camille Pissarro, Henri Toulouse-Lautrec, Paul Gauguin, Émile Bernard, Paul Signac, i altres. Les obres dels gravadors japonesos Hiroshige i Hokusai el van influenciar en gran manera, tant pel tema com per l'estil de patrons plans de colors sense ombra. En els dos anys de 1886 a 1888 que va treballar a París, Van Gogh explorà variats gèneres, i es creà un estil únic.

## La pintura
La pintura de colors brillants i el tema concret representen un canvi en l'actitud de Vincent. Van Gogh anomenà al seu ús de colors brillants "gimnàstica" i amb l'experimentació creà una gran profunditat, harmonia i equilibri en el seu treball. La pintura conté un fons d'impressions japoneses de Van Gogh que es venien a la botiga Tanguy. A la part superior del barret de Tanguy és la Muntanya Fuji; i actors de Kabuki comparteixen la paret amb cirerers en flor.
Les pintures japoneses representen la recerca de Van Gogh de la serenitat; aquest descriu en una carta a la seua germana durant aquest període: "Tenir gran part d'aquesta serenitat possible, malgrat que se'n sap poc o gens, és tal vegada molt millor remei per a totes les malalties que totes les coses que es venen en la farmàcia." En un esforç per captar la serenitat en la seua pintura, Van Gogh pinta Tanguy amb una calma natural contemplativa. La historiadora del simbolisme Naomi Maurer descriu com sembla tenir la "tranquil·litat icònica de Buda."
Van Gogh va morir el 1890, i Tanguy quatre anys després. Després de la mort de Tanguy, sa filla va vendre el Retrat de Père Tanguy a l'escultor Auguste Rodin. El Retrat de Père Tanguy, a hores d'ara forma part de la col·lecció permanent del Museu Rodin de París.

## Julien Tanguy
Julien François Tanguy (Plédran, 1825-París, 1894) era un venedor de pintura: venia subministraments d'art i també era comerciant d'art, i un dels primers a oferir les pintures de Van Gogh a la venda. La seua actitud jovial i l'entusiasme per l'art i els artistes feren de la seua botiga una de les preferides de París, i se'l sobrenomenà Père ('Pare') Tanguy. Maurer deia que Tanguy era un pare que compartia el seu aliment i diners amb els artistes i en mostrava les pintures amb orgull.
Tanguy agafà pintures com a pagament; la qual cosa, segons Émile Bernard, anà introduint Montmartre a la seua botiga, plena de pintures impressionistes, era com "visitar un museu". La dona de Tanguy era menys cooperativa i més preocupada per la clientela. Quan Tanguy va morir, els seus amics feren una subhasta per a la sea vídua.

## Tresretrats de Julien Tanguy
A l'hivern entre 1886 i 1887, van Gogh pintà el primer retrat de Tanguy. És en la seua major part marró, amb un toc de roig als llavis i verd al davantal. L'escriptora Victoria Finlay el descriu com si es veiés més com un treballador que com un comerciant d'art.
El 1887, van Gogh començà a experimentar amb colors més clars, com el roig combinat amb el verd, i el taronja amb el blau. Les altres dues pintures el mostren assegut enfront d'una paret colorida d'impressions japoneses. La segona pintura va ser pintada per van Gogh en un sessió de trenta minuts. L'actor Edward G. Robinson i la seua esposa Gladys Lloyd Robinson, una pintora, compraren la pintura, i la vengueren al magnat grec Stavros Niarchos.

## Galeria d'imatges

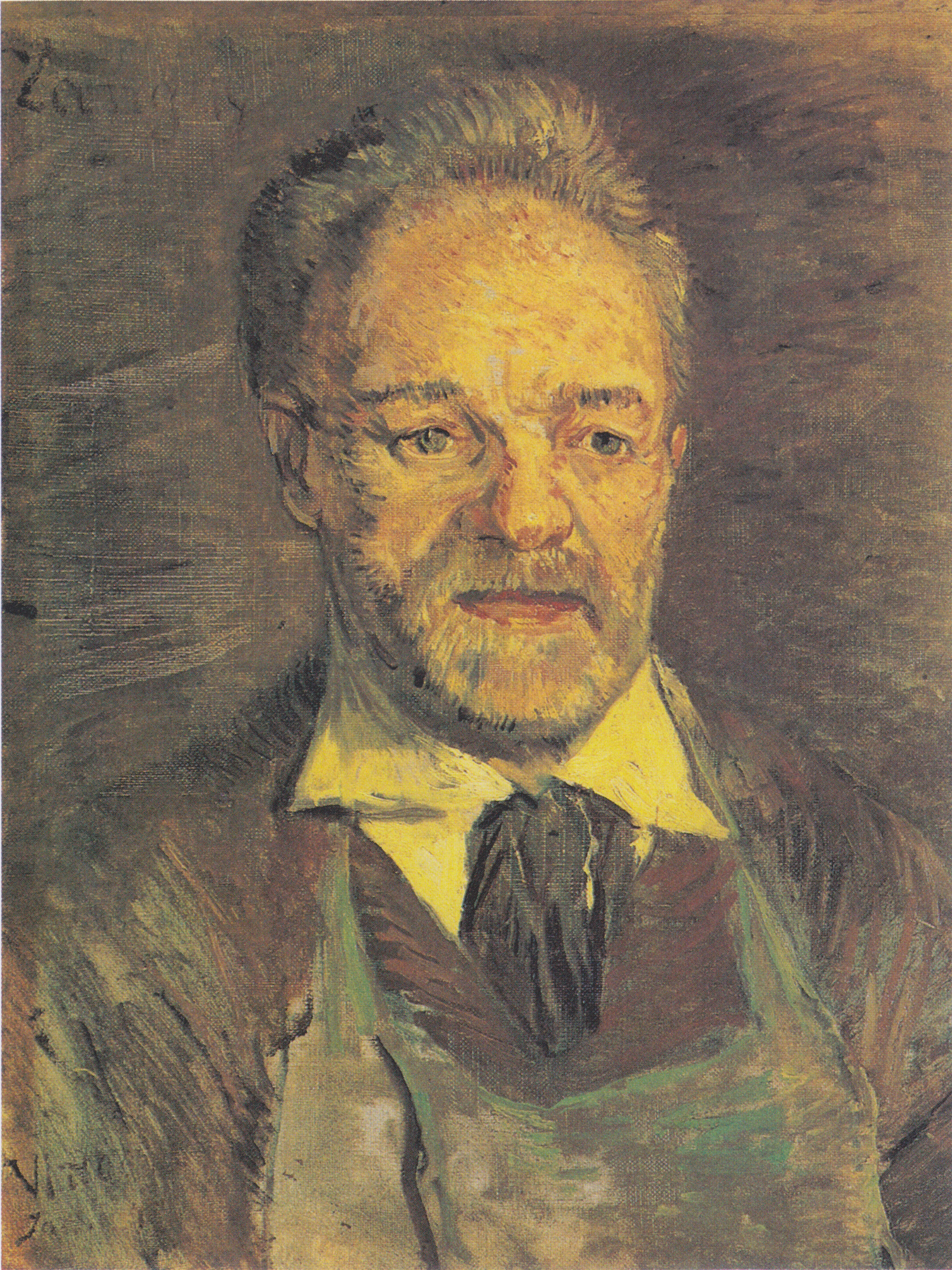
Retrat de Père Tanguy, hivern 1886/87. (47x38.5cm)
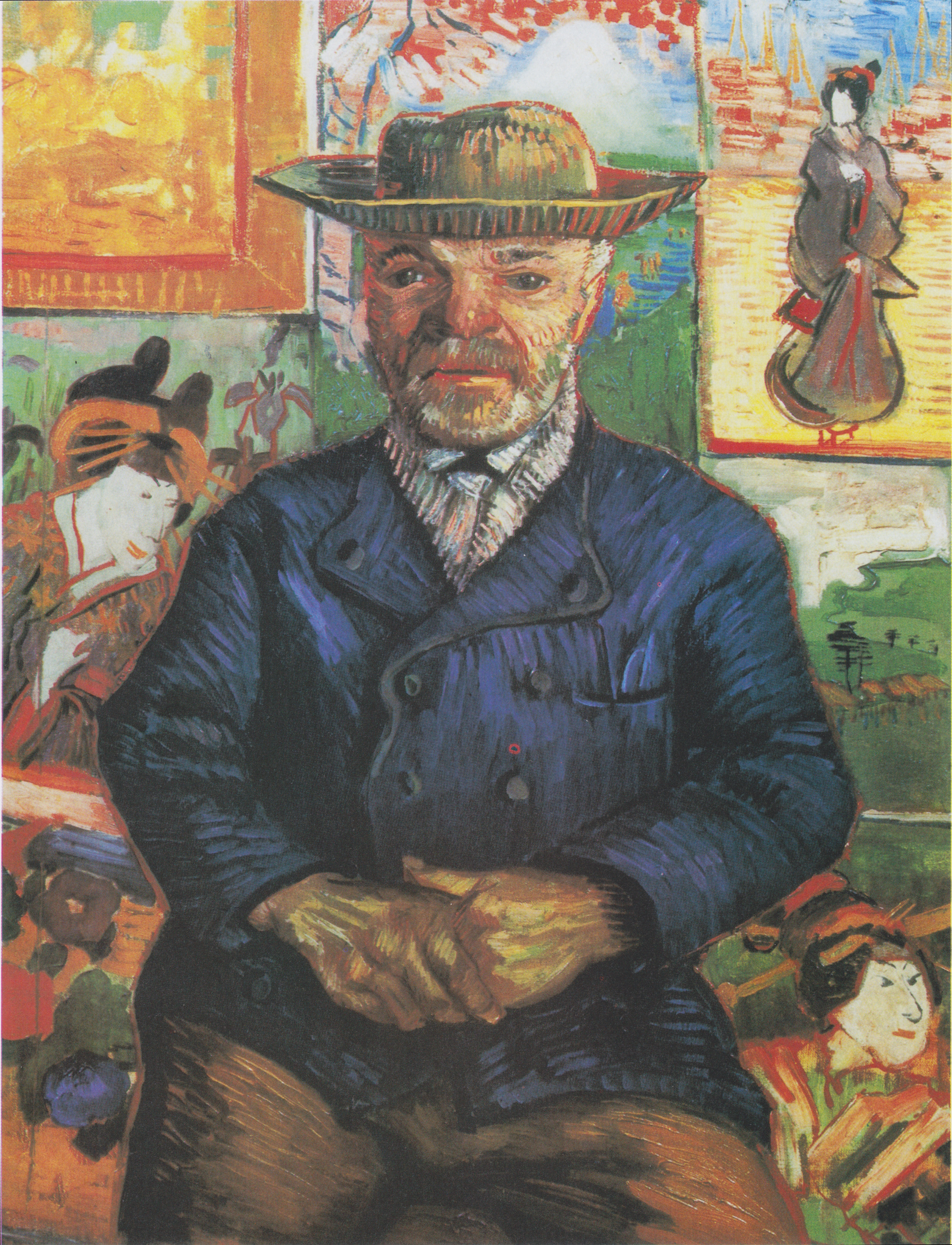
Retrat de Père Tanguy . (65x51cm)
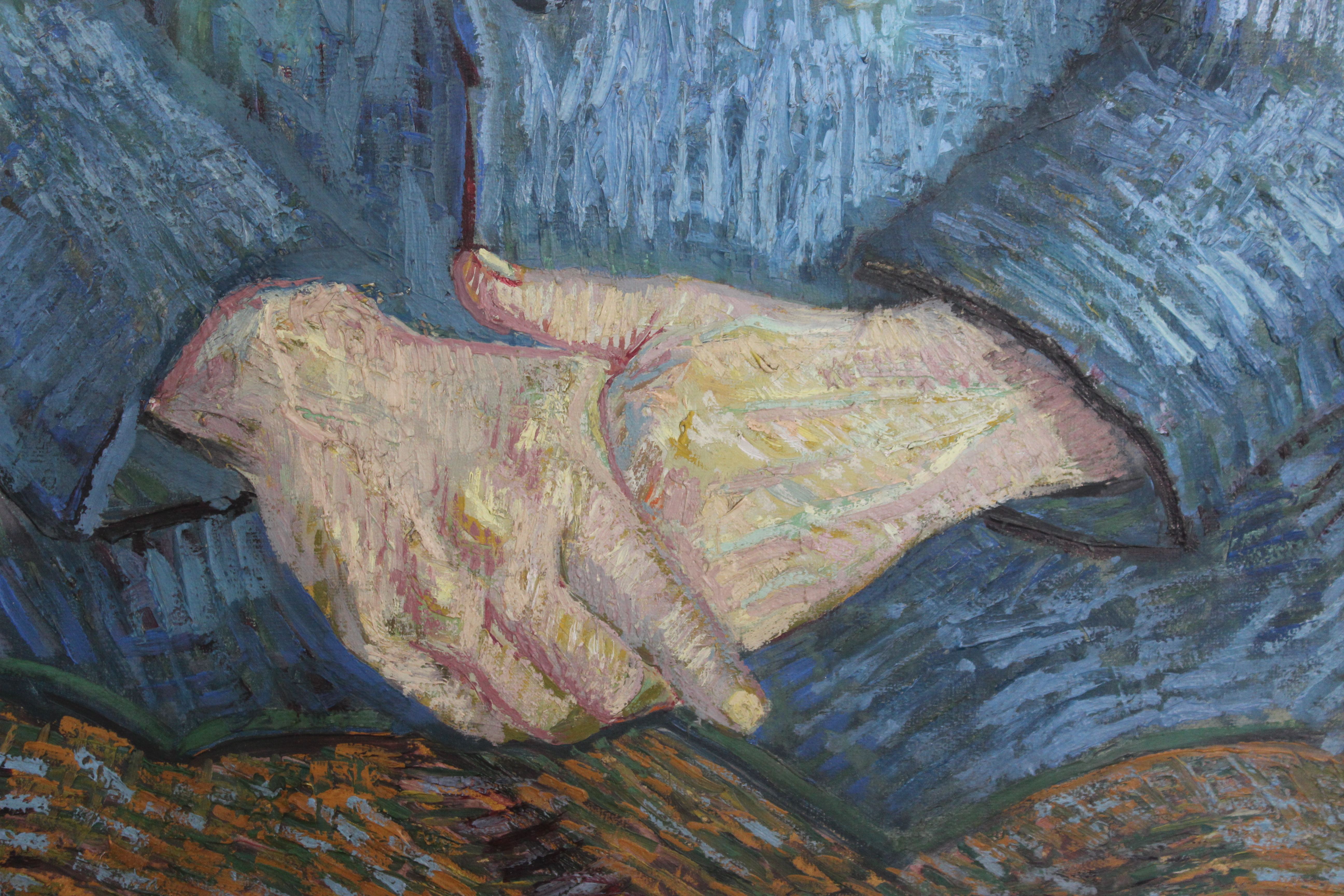
Detall de les mans